# Myrina surya
Myrina surya är en fjärilsart som beskrevs av Moore 1857. Myrina surya ingår i släktet Myrina och familjen juvelvingar. Inga underarter finns listade i Catalogue of Life.